# Violetta: V-lovers choice
Violetta: v-lovers choice è un doppio album, contenente il primo best of dalla colonna sonora della telenovela argentina Violetta e la prima compilation della cantante italiana Lodovica Comello. La confezione contiene infatti due cd: il primo cd (Violetta) contiene i brani "ritenuti migliori" dall'omonima telenovela e il secondo cd (V-lovers choice) contiene i brani migliori cantati dalla cantante italiana Lodovica Comello, anch'essa membro del cast della serie. I brani sono scelti dai v-lovers, appunto il titolo del secondo cd "V-lovers choice".